# Johanneskirken (Lemvig)
 For alternative betydninger, se Johanneskirken. (Se også artikler, som begynder med Johanneskirken)
Lemvig Valgmenighedskirke, Johanneskirken, er en valgmenighedskirke i Viborg Stift. Kirkebygningen er opført 1883 på en grund oven for Lemvig. Bygmester var Andreas Bentsen, og som dennes to øvrige valgmenighedskirker i Vallekilde og Balle er grundplanen en mellemform mellem et ligesidet kors og en ottekant. Centralformen understreges af en tagrytter i korsskæringen med klokke og ottekantet spir. Facaderne står i blank mur af røde mursten, og taget er tækket med skifer.
I det indre bæres taget af otte slanke ottekantede søjler af træ. De bærer tillige et let skrånende pulpitur i smuk håndværksmæssig udførelse. Gulvet er af planker, hævet tre trin i alterpartiet. Inventaret stammer hovedsagelig fra tiden omkring kirkens opførelse. Granitdøbefonten er fra romansk tid. Alterprydelsen er et maleri fra 1889, Kristus og Peder på søen, af Peter Møller (1838-1910).
Området omkring kirken blev 1994 indrettet til skulpturhave – en del af Skulpturstien – med 18 værker af Torvald Westergaard.
Kirken er nabo til Kystdirektoratet, som har hovedsæde på modsatte side af Højbovej.